# Satsumasendai

Satsumasendai (薩摩川内市 Satsumasendai-shi?) este un municipiu din Japonia, prefectura Kagoshima.